# Pourriture cubique
Ne doit pas être confondu avec pourriture rouge.

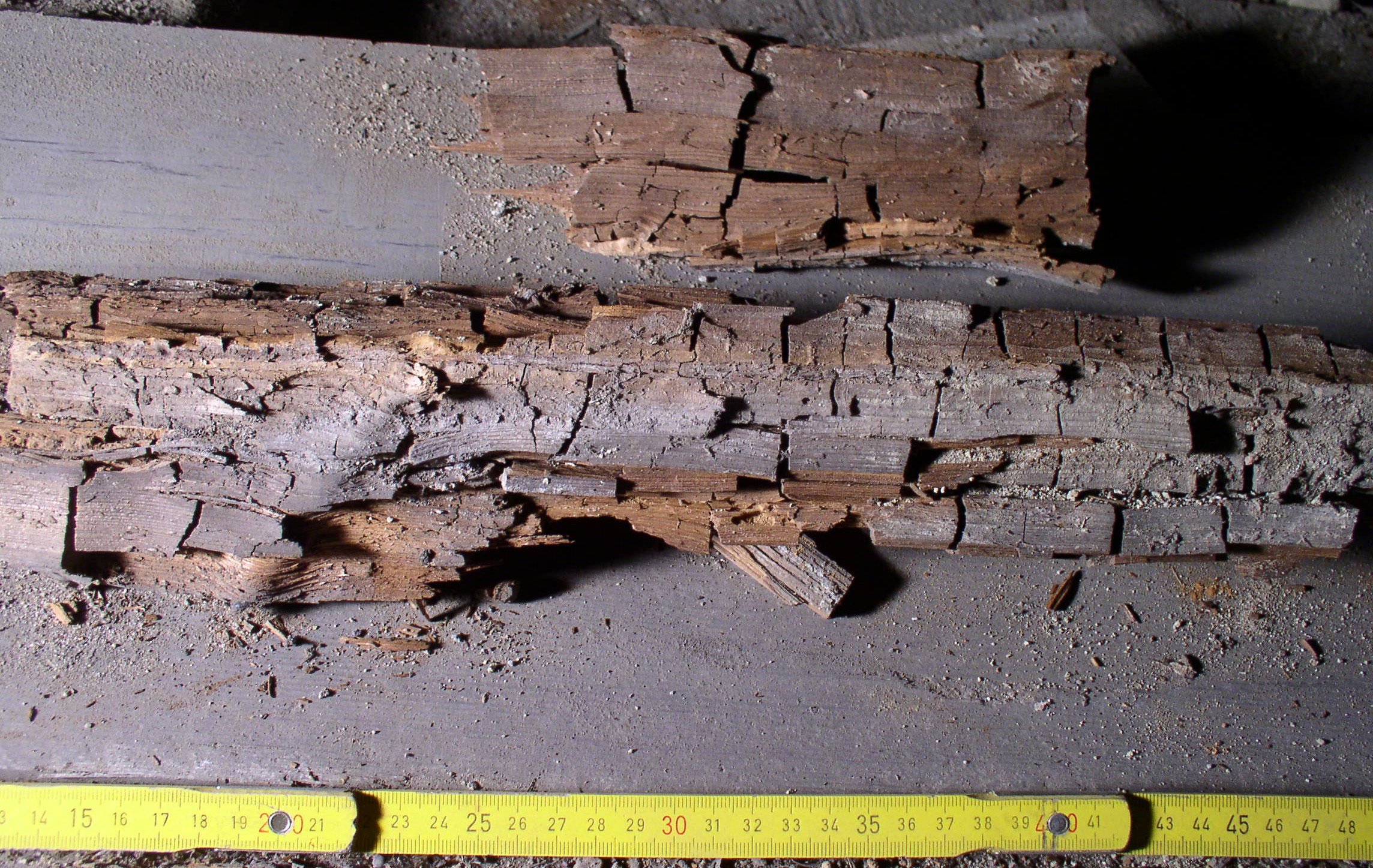
Exemple de pourriture cubique.

Le Polypore est un champignon saprotrophe qui s'infiltre par les racines de l'arbre dans le cœur du tronc et provoque une forte pourriture brune.

La pourriture cubique (dite aussi pourriture cubique brune, pourriture brune ou pourriture rouge), décrite par l'oxymore dry rot (pourriture sèche) en anglais, est une maladie cryptogamique provoquée par des microchampignons qui détruisent la cellulose et les hémicelluloses du bois (en épargnant la lignine). C'est un des types de pourriture du bois qui s'attaque aux matériaux ligneux exposés à l'air, contrairement à la pourriture molle qui s'attaque à ceux fortement imprégnés d'eau.

## Description

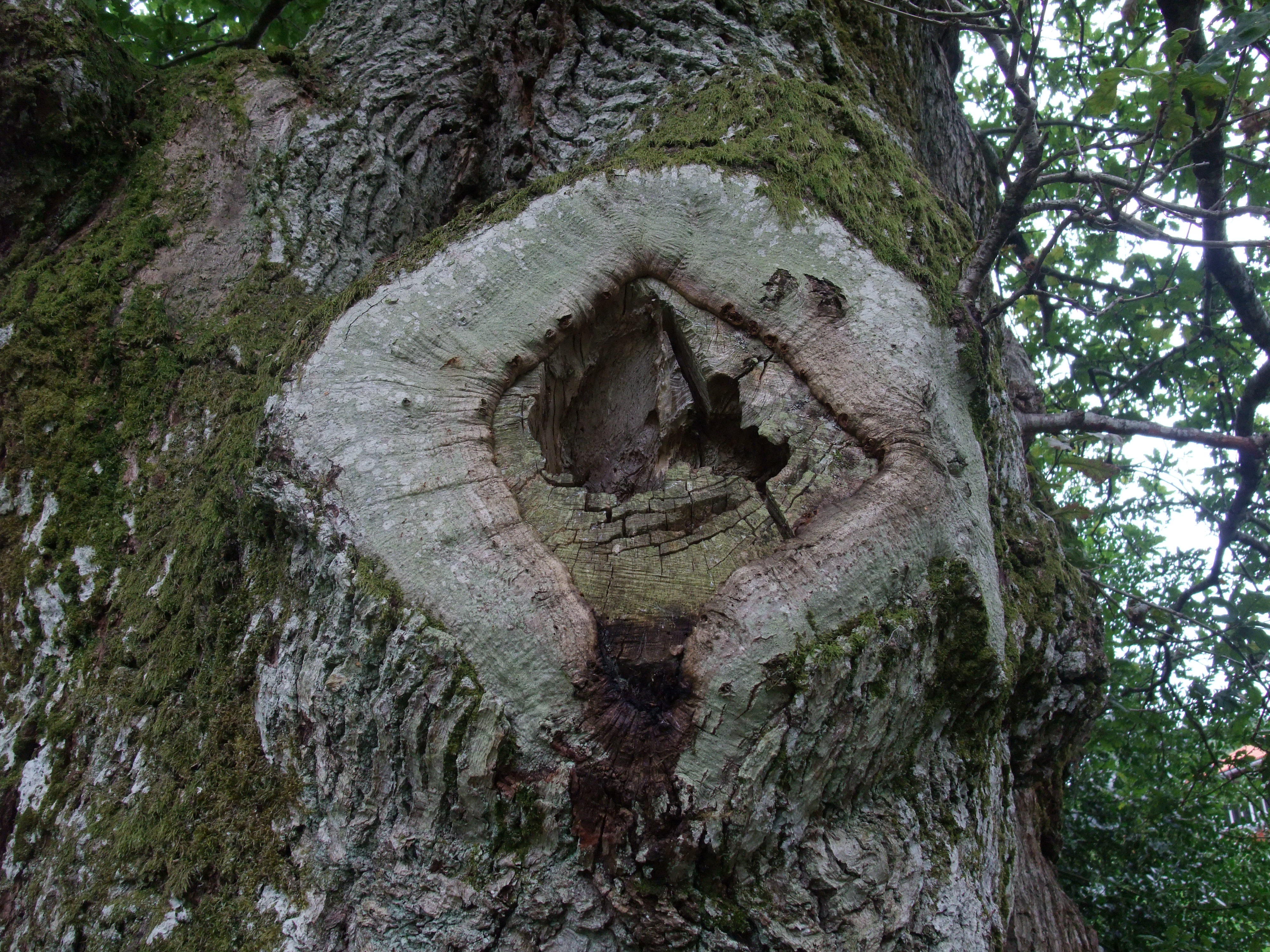
Dégâts provoqués par le polypore soufré responsable de la pourriture cubique.

Le bois qui présente de la pourriture cubique est attaqué par des micromycètes lignivores capables de dégrader essentiellement la cellulose et les hémicelluloses, gardant la lignine presque intacte. Cette lignine se colore en brun (coloration issue de l'oxydation des polyphénols) et, en séchant, se clive selon les trois plans ligneux orthogonaux : la diminution de volume est associée à des fentes de rétraction dans le plan transversal, radial et tangentiel, ce qui forme des petits cubes plus ou moins réguliers. L'activité de ces champignons se concentre sur certains cernes (plans de faiblesse correspondant au bois de printemps plus tendre) et progresse suivant le fil du bois qui perd sa résistance mécanique puis se transforme progressivement en une masse pulvérulente brune.
Les principaux vecteurs de la pourriture cubique sont, :
- Les mérules :
  - la mérule pleureuse (Serpula lacrymans) en Europe s'attaque aux résineux et aux feuillus, nécessite peu d'humidité, est capable de traverser la maçonnerie et de transporter de l'eau, et est responsable de tant de dégâts sur les bois d'œuvre ;
  - Serpula incrassata en Amérique du Nord ;
- des polypores (certains du genre Phellinus sont des agents de la pourriture blanche)[6] :
  - la Fistuline hépatique s'attaque aux bois feuillus en extérieur ;
  - le Polypore blanchâtre ;
  - le Polypore du mélèze ;
  - le Polypore marginé ;
- des Daedalea ;
  - les Fomitopsis ;
  - les Laetiporus ;
  - les Leptoporus (en) ;
  - les Phaeolus (en) ;
  - les Piptoporus (en) ;
  - le Polypore soufré, s'attaque aux bois feuillus en extérieur ;
- le coniophore des caves (Coniophora puteana) s'attaque aux bois très humides et à l'humidité ;
- le lenzite des poutres (Lenzites sepiaria) s'attaque aux bois résineux en extérieur ;
- Gloeophyllum trabeum s'attaque aux résineux et feuillus à l'air libre ou dans les maisons.

## Mécanisme de dégradation

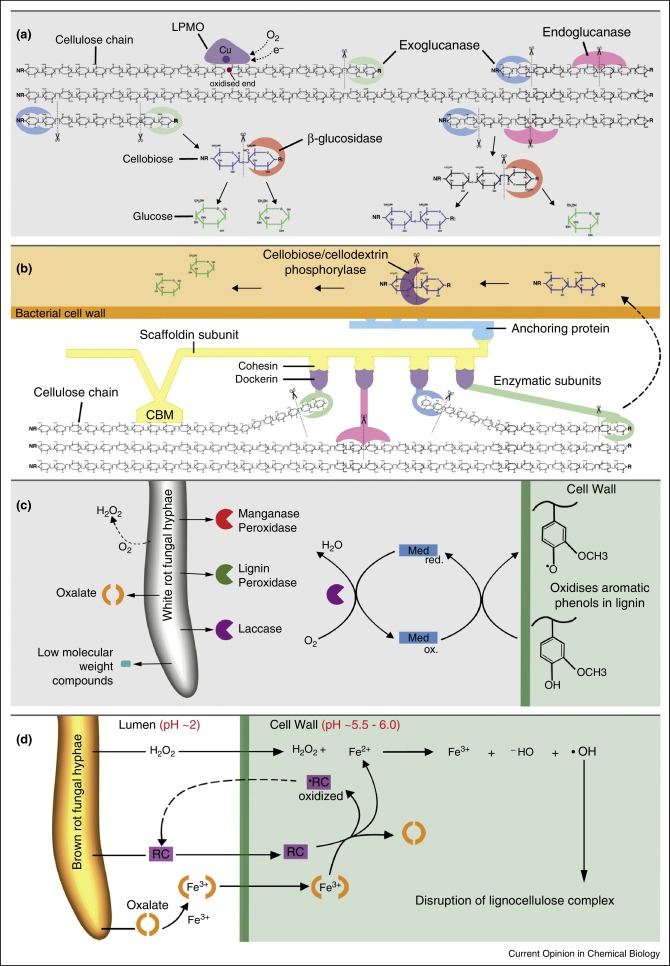
Représentation schématique des mécanismes lignocellulolytiques.(d) Dégradation lignocellulotyque par les champignons de la pourriture brune qui utilisent la réaction de Fenton.

Le séquençage de génomes de champignons forestiers a mis en évidence le mécanisme de dépolymérisation de la lignine et de la cellulose utilisés par les champignons lignivores de la pourriture du bois. Les agents de la pourriture brune synthétisent non des enzymes de dépolymérisation (ligninases, cellulases) comme le font la plupart des champignons (leur évolution régressive (en) se traduit par une forte diminution de l’équipement enzymatique présent chez leurs ancêtres) mais au moins trois ordres (Gloeophyllales, Polyporales et Boletales) dépolymérisent la cellulose, via la réaction de Fenton, en produisant des radicaux libres hydroxyles qui peuvent extraire les atomes d'hydrogène appartenant aux liaisons osidiques de la cellulose,.

## Traitement
Les bois atteints de pourriture cubique, une fois le champignon éliminé, peuvent être renforcés par des résines époxydes, qui reconstituent leur intégrité structurale.

## Autres types de pourriture
Il existe d'autres pourritures telles que les pourritures alvéolaires, lamellaires, tubulaires, les pourritures molles, et les plus fréquentes, les pourritures fibreuses.